# Lakewood (New Jersey)
Lakewood is een plaats (census-designated place) in de Amerikaanse staat New Jersey, en valt bestuurlijk gezien onder Ocean County.

## Demografie
Bij de volkstelling in 2000 werd het aantal inwoners vastgesteld op 36.065.

## Geografie
Volgens het United States Census Bureau beslaat de plaats een oppervlakte van
19,0 km², waarvan 18,5 km² land en 0,5 km² water. Lakewood ligt op ongeveer 23 m boven zeeniveau.

## Overleden
- Armin Shimerman (1949), acteur
- Heather McComb (1977), actrice en filmproducente

## Plaatsen in de nabije omgeving
De onderstaande figuur toont nabijgelegen plaatsen in een straal van 12 km rond Lakewood.